# Pastorie

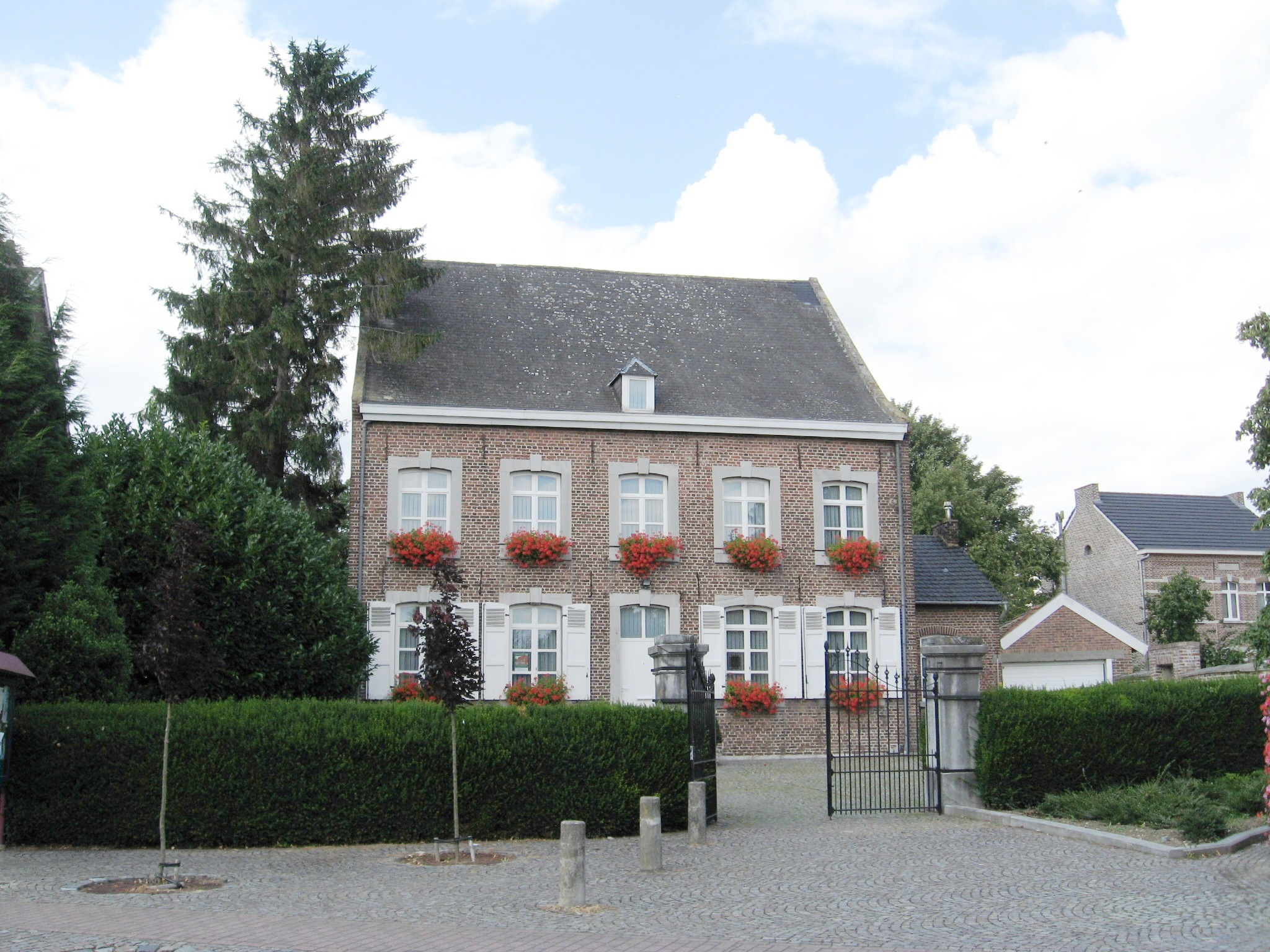
De classicistische pastorie van het Belgisch-Limburgse Zepperen uit 1779

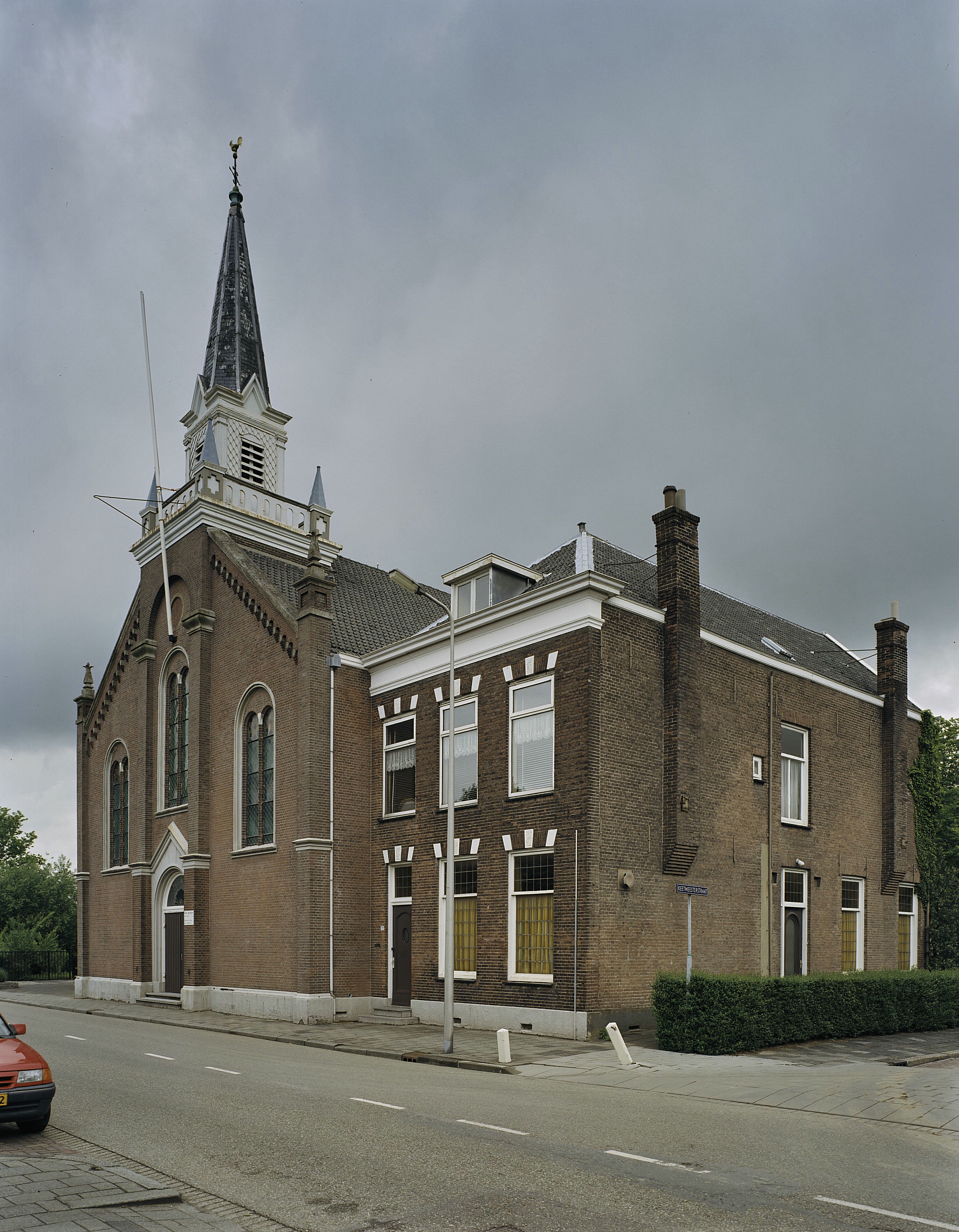
Pastorie naast de Bethelkerk in Zwijndrecht uit 1890

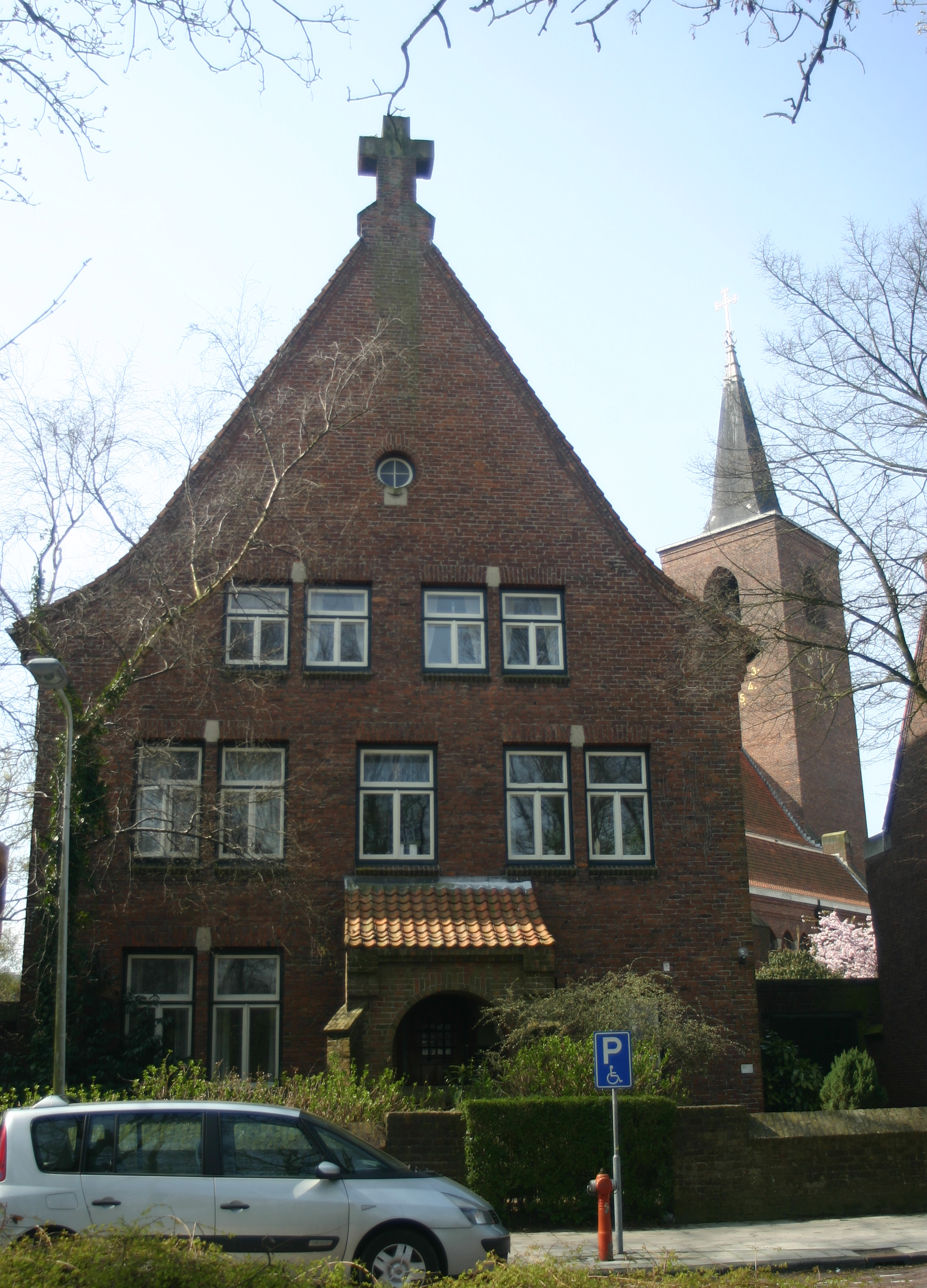
Complex van Petruskerk en pastorie in Leiden uit 1936, als eenheid ontworpen door Kropholler en Van Oerle

Een pastorie, ook wel pastorij, is de ambtswoning van een pastoor of predikant. De pastorie doet tevens dienst als vergader- en ontvangstplaats voor de parochiegemeenschap. Gewestelijk wordt een pastorie ook wel aangeduid als weem. In de Rooms-Katholieke Kerk wordt de pastorie van een kathedraal plebanie genoemd, omdat de pastoor van een kathedraal een plebaan is.

## België
In België komen steeds meer pastorieën leeg te staan, als gevolg van de daling van het aantal priesters. De meeste pastoors zijn verantwoordelijk voor twee of meer parochies. Deze zijn in België eigendom van de gemeentelijke overheid, die ongebruikte gebouwen kan verkopen aan particulieren of er een andere bestemming aan kan geven. Ze worden onder meer verbouwd tot woningen, restaurants (zoals in Zevergem) of bestemd voor de uitoefening van een vrij beroep. In andere gevallen worden het vergaderlokalen, culturele centra, bibliotheken of zoals in Hansbeke een secretariaat van de Politiezone LoWaZoNe.
Tegenwoordig wordt de benaming 'pastorie-bouwstijl' gebruikt voor zeer ruime eengezinswoningen, geïnspireerd door de vroegere Belgische classicistische pastorieën: met traditioneel twee bouwlagen onder een zadeldak met meerdere traveeën en een monumentale ingang. De gevels worden doorgaans versierd met arduin- en zandsteen.
De pastorij van het Antwerpse dorp Schriek (1776) werd in 1969 afgebroken en weer opgebouwd in domein Bokrijk gezien zijn waarde als authentiek bestanddeel van een typisch Kempisch dorp.

## Nederland
Veel pastorieën in Nederland zijn tegelijk met de bijbehorende kerk ontworpen en vormen daarmee een architectonische eenheid. Het komt echter ook vaak voor dat de pastorie ouder of jonger is dan het kerkgebouw en in een andere stijl is ontworpen. Zulke pastorieën zijn niet of nauwelijks te onderscheiden van een regulier woonhuis dat toevallig naast de kerk staat.
Door de voortschrijdende ontkerkelijking in zowel de Rooms-Katholieke Kerk als in de Protestantse Kerk, neemt het aantal gelovigen af. Als gevolg daarvan worden bestaande parochies samengevoegd. De vrijkomende pastorie wordt meestal verkocht. Het wordt dan een particuliere woning of het gebouw krijgt een commerciële functie, bijvoorbeeld als restaurant, pension, vakantiehuis, kantoor of winkel.

## Erfgoed
Een aantal van de voormalige pastorieën die in (vrijwel) oorspronkelijke staat behouden zijn gebleven, is erkend als onroerend erfgoed. In Nederland hebben deze gebouwen in veel gevallen de status van gemeentelijk monument of rijksmonument gekregen, in België die van bouwkundig erfgoed.

## Afbeeldingen

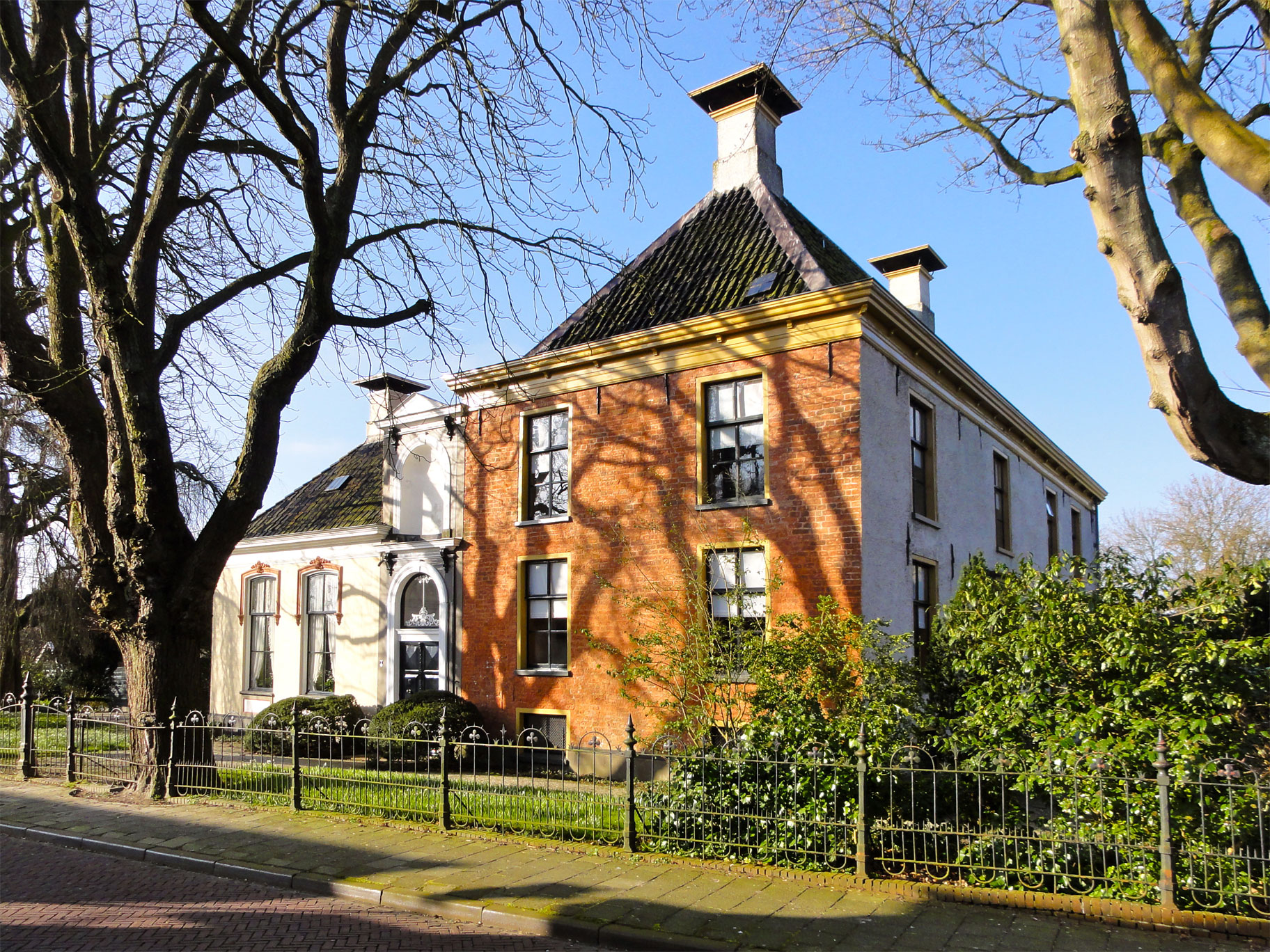
Hervormde pastorie te Warffum uit 1500/1634
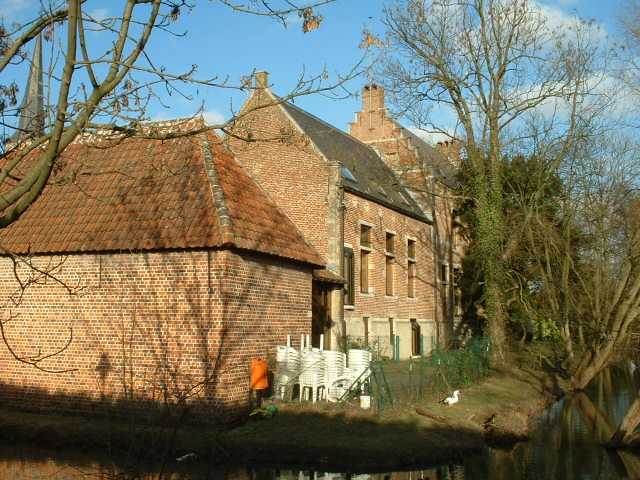
Rooms-katholieke pastorie te Nieuwenrode uit 1647
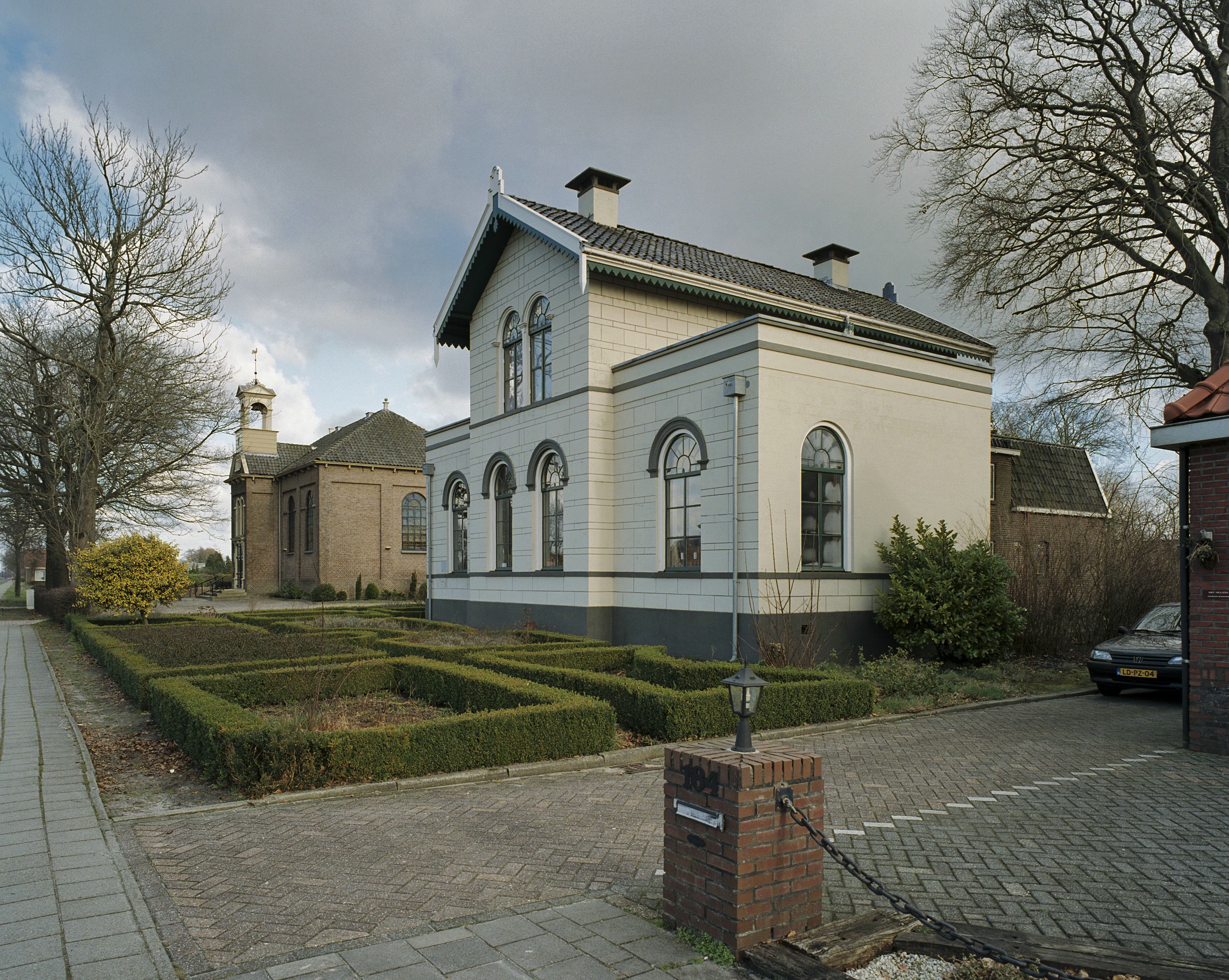
Hervormde pastorie te Bovensmilde uit 1862
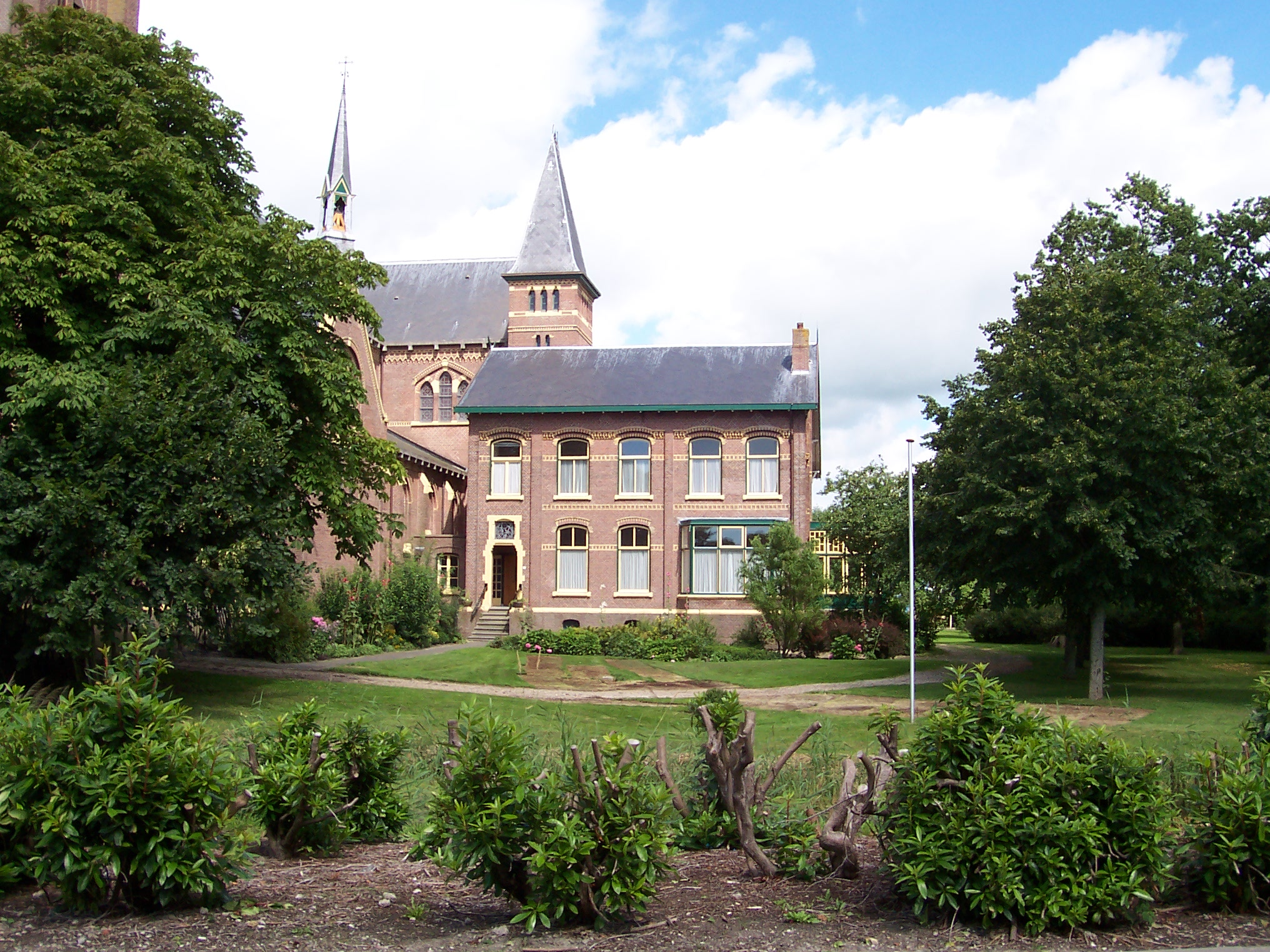
Rooms-katholieke pastorie te Blauwhuis uit 1867-1871
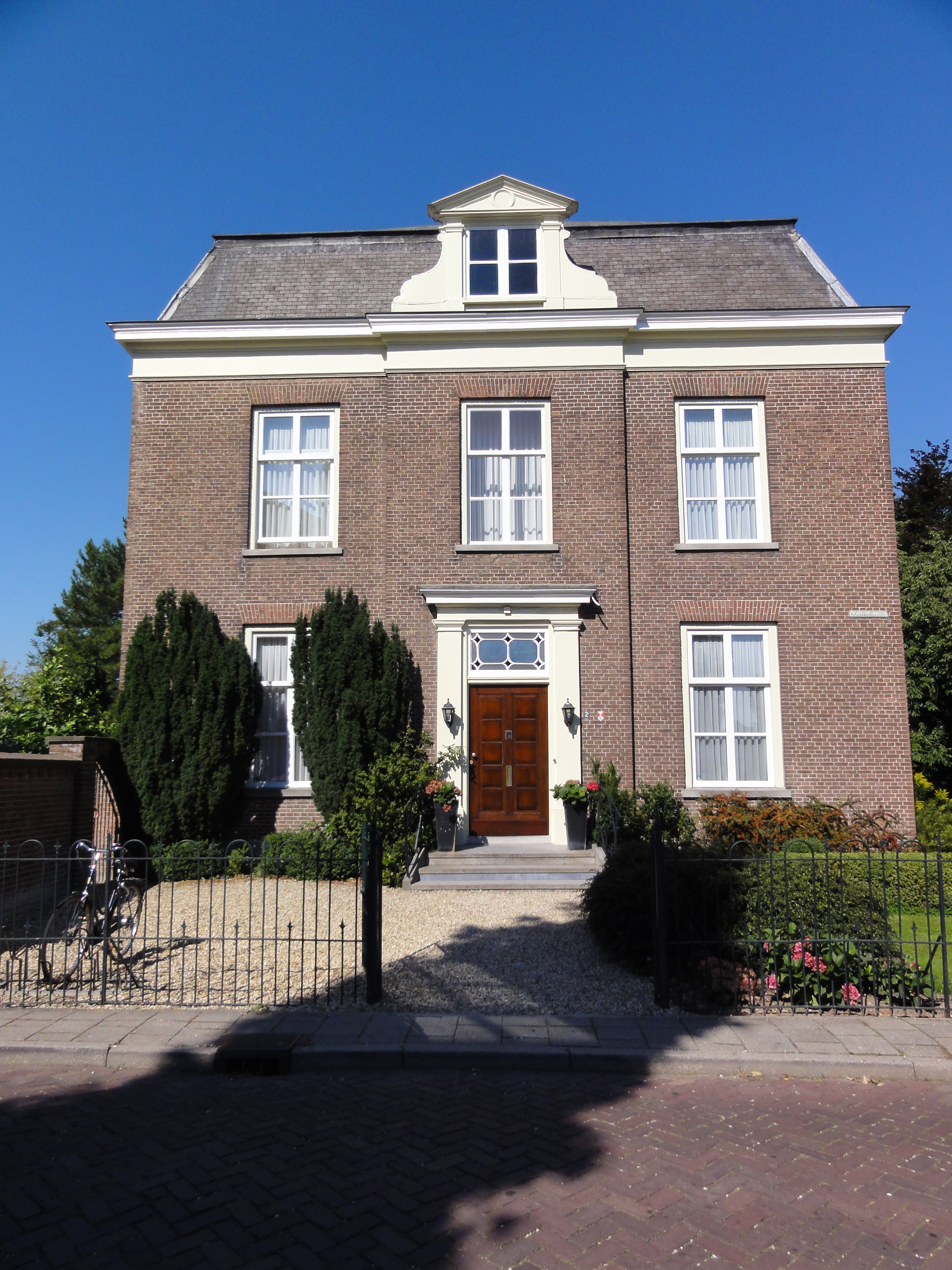
Rooms-katholieke pastorie te Beuningen uit 1839
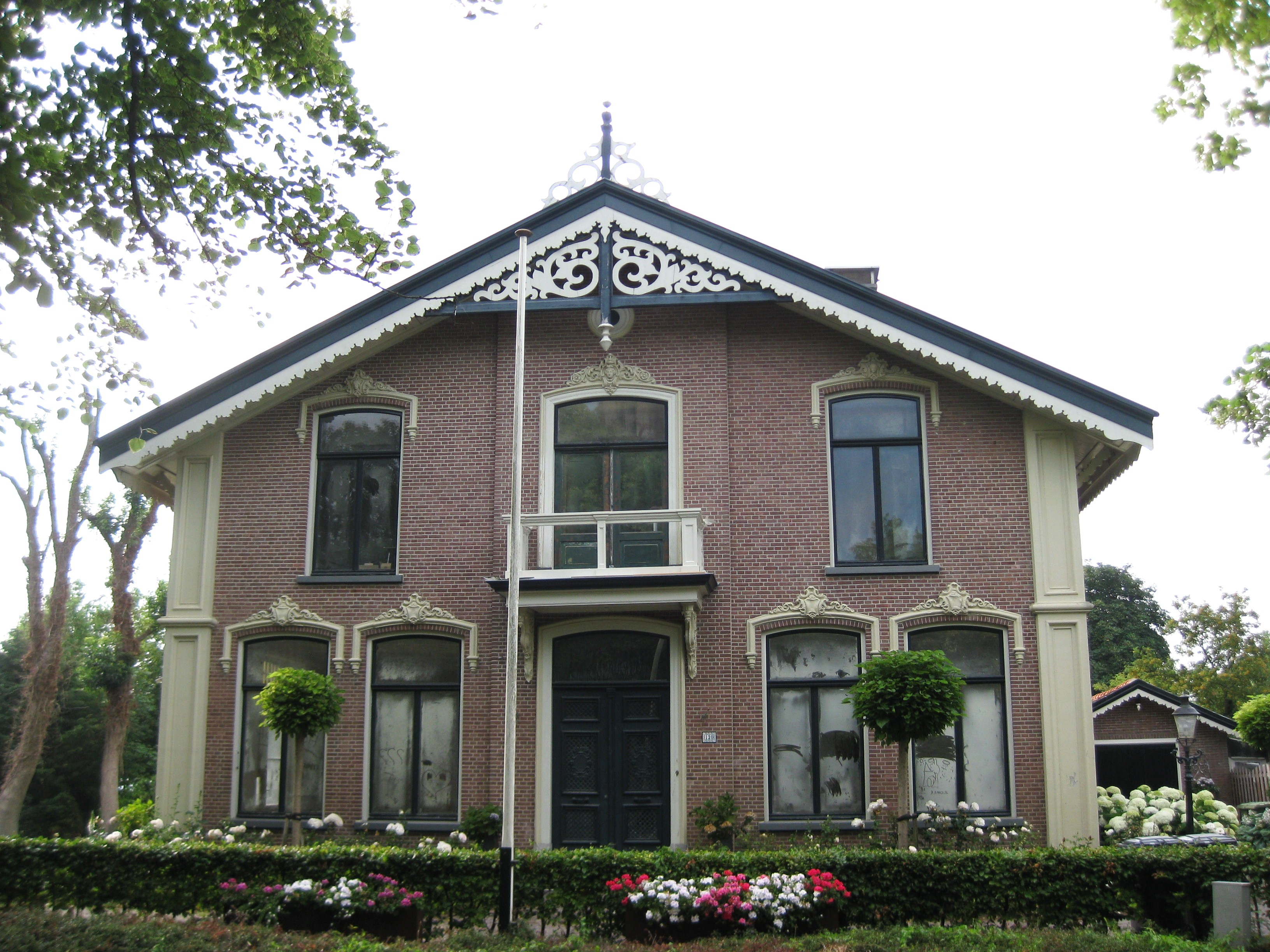
Hervormde pastorie te Nieuwe Niedorp uit 1867
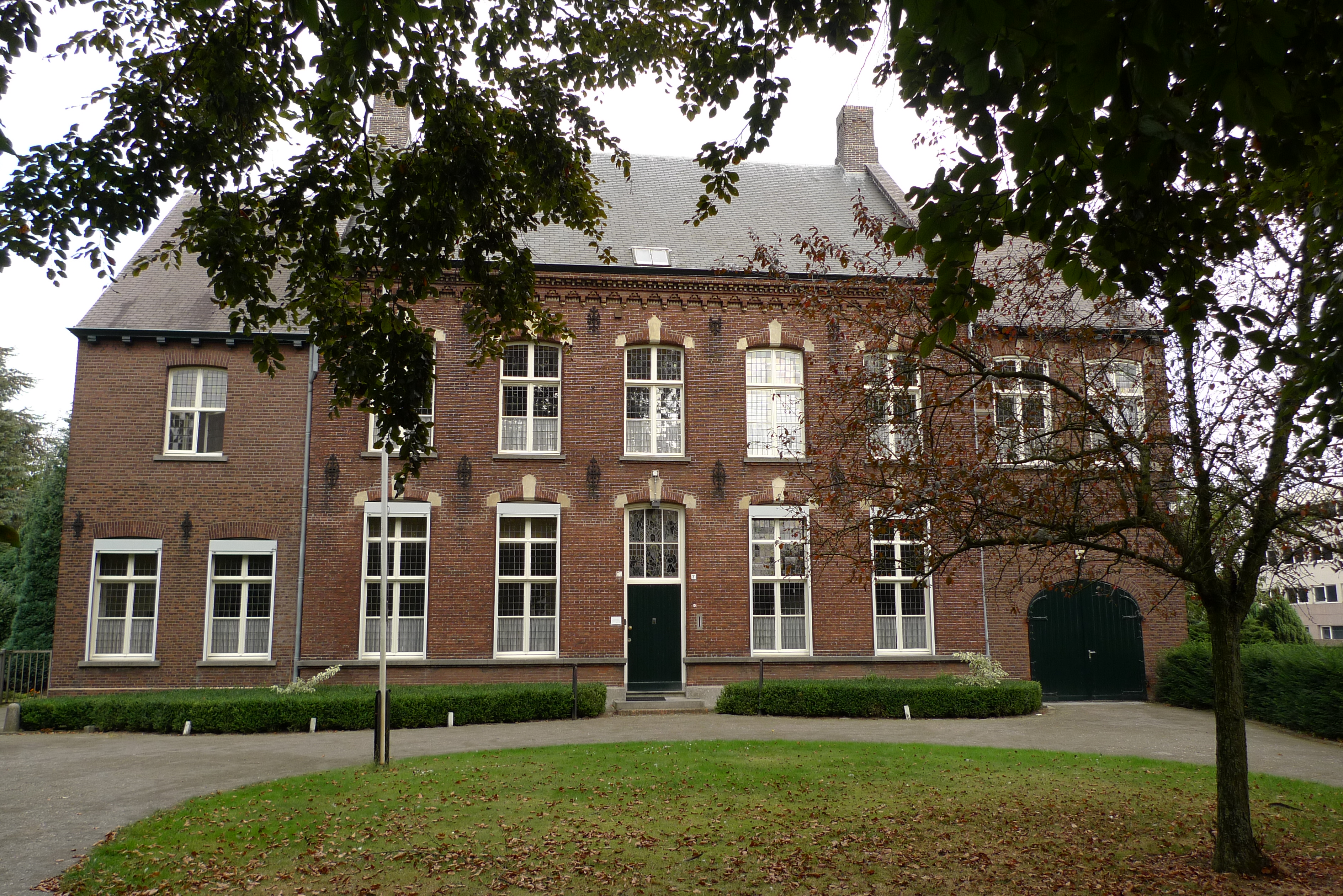
Rooms-katholieke pastorie te Eindhoven uit 1910
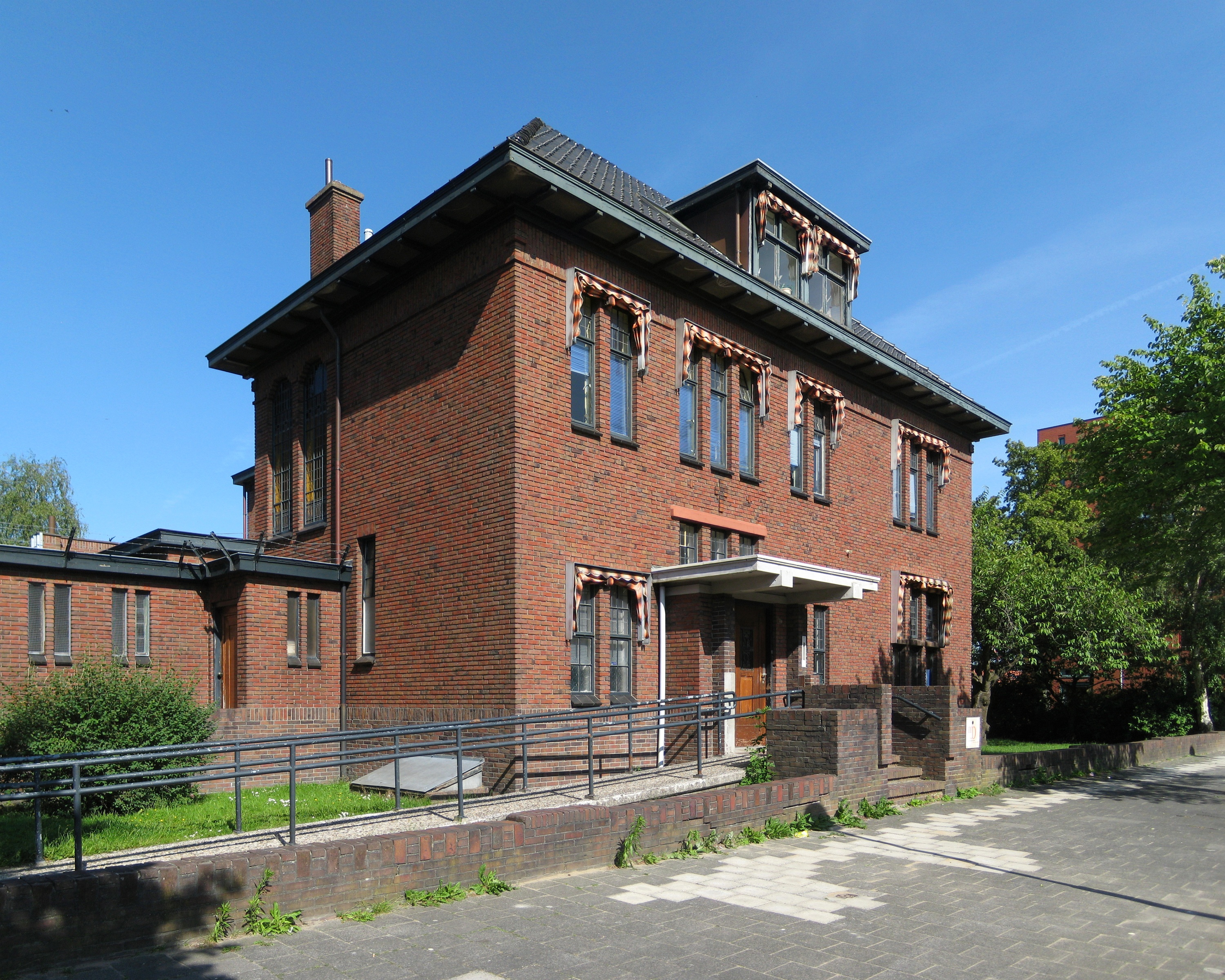
Pastorie van de Sint-Franciscuskerk in Groningen uit 1932-1933
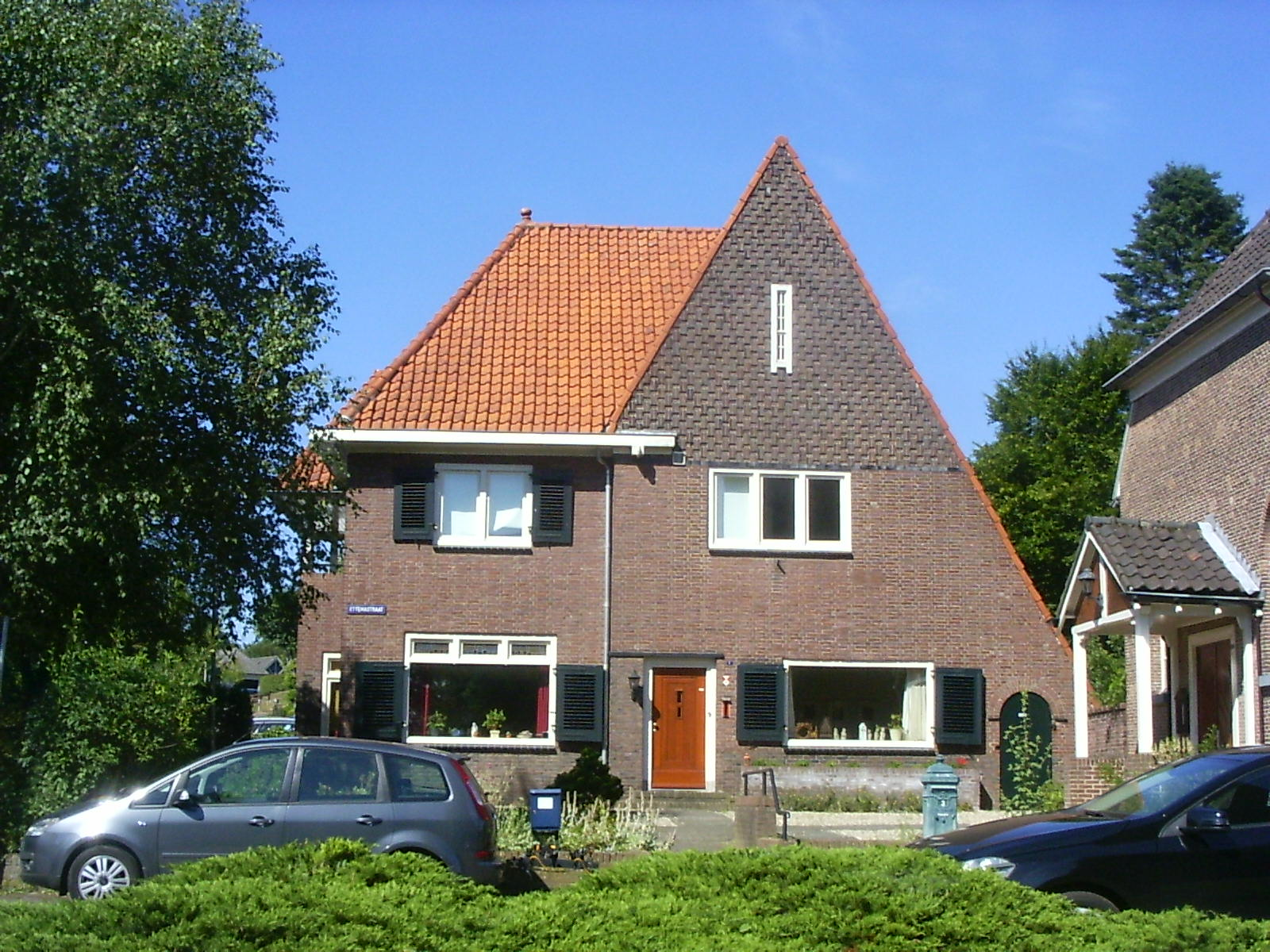
Pastorie van de Protestantse kerk in Zeddam.